# Twee cirkels

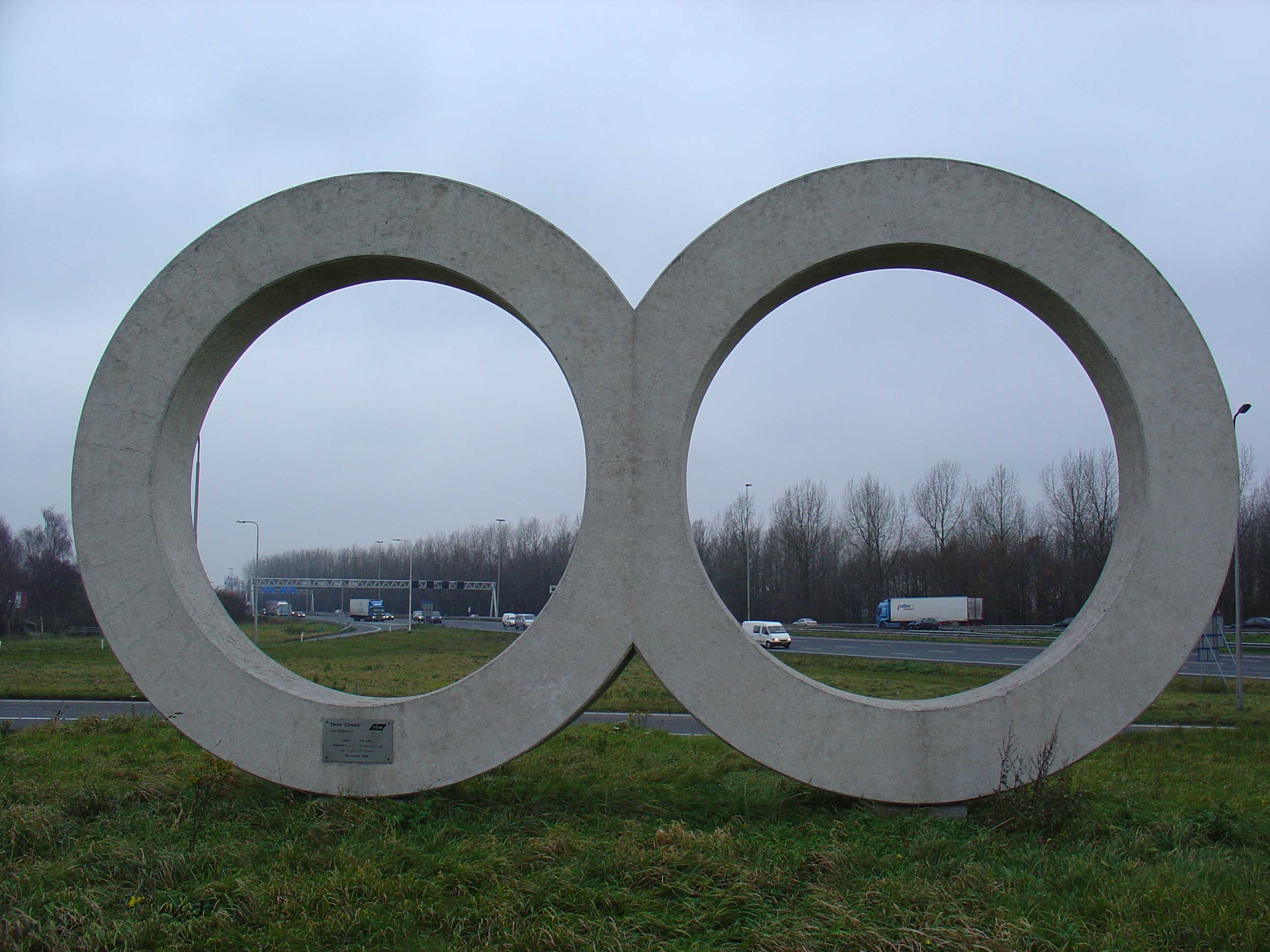
"Twee cirkels" bij Gouda langs de A12

Twee cirkels is een beeld van Ad Dekkers (1938-1974) langs de A12 bij de afrit Gouda, op het grondgebied van de gemeente Waddinxveen. Zoals vaker bij Ad Dekkers spelen elementaire geometrische vormen een belangrijke rol in het werk.
Het beeld werd in 1972 als personeelsgeschenk aangeboden aan het Goudse aannemingsbedrijf (Verenigde Bedrijven) Nederhorst ter gelegenheid van het 100-jarig bestaan. In 1975 moest Verenigde Bedrijven Nederhorst surséance van betaling aanvragen, waarna het bedrijf in stukken werd verkocht. Het bouwbedrijf werd verkocht aan Hollandse Beton Groep.
Het beeld werd later aan de gemeente Gouda geschonken, omdat het in de weg stond bij uitbreiding van een parkeerplaats naast het kantoor van (inmiddels) Hollandse Beton Maatschappij aan de Nederhorststraat. In samenspraak met kunstenaar Peter Struycken, een oude vriend van Dekkers, werd een nieuwe plek gezocht, waarna het 35 ton wegende beeld in 1998 als stadsmarkering prominent op het talud langs de A12 is geplaatst.